# جيم مكارثر
جيم مكارثر (بالإنجليزية: Jim McArthur)‏ هو لاعب كرة قدم بريطاني في مركز حراسة المرمى، ولد في 27 فبراير 1952 في دنفيرملين في المملكة المتحدة. لعب مع ريث روفرز ونادي غرينوك مورتون ونادي كاودينبيث ونادي ليفينغستون ونادي هيبرنيان.

## وصلات خارجية
- جيم مكارثر على موقع قاعدة بيانات كرة القدم.إي يو (الإنجليزية)
- جيم مكارثر على موقع Soccerbase.com (لاعب) (الإنجليزية)